# Marek Bryx
Marek Ignacy Bryx (ur. 4 lipca 1953 w Wąbrzeźnie) – profesor w Szkole Głównej Handlowej, były wiceminister infrastruktury, były prezes Urzędu Mieszkalnictwa i Rozwoju Miast, pierwszy dyrektor Warszawskiego Biura Programu ONZ do spraw Osiedli Ludzkich, w latach 2003–2007 doradca INTA ds. polityki mieszkaniowej, od 2007 r. członek zarządu INTA, od 2008 do 2016 r. prorektor Szkoły Głównej Handlowej w Warszawie ds. rozwoju. Autor ponad 200 publikacji naukowych poświęconych rynkowi nieruchomości, polityce mieszkaniowej i rewitalizacji.

## Życiorys
W 1976 ukończył studia w Szkole Głównej Planowania i Statystyki na kierunku ekonomika produkcji, tam pracuje od 1978. W 1983 obronił doktorat pt. „Racjonalizacja kosztów i cen wielorodzinnego budownictwa mieszkaniowego”. W kolejnych latach, aż do 1989 r. był aktywnym publicystą Tygodnika Społeczno-Ekonomicznego „Fundamenty”. Po 1989 pracę naukową łączył z działalnością publiczną i gospodarczą. Pełnił m.in. następujące funkcje:
- 1989–1990 – Doradca Ministra Gospodarki Przestrzennej i Budownictwa, organizator Banku Rozwoju Budownictwa Mieszkaniowego SA
- 1990–1991 – Doradca Prezesa i Kierownik Zespołu Rozwoju w Funduszu Rozwoju Rynku i Demonopolizacji Handlu
- 1992–1994 – Doradca Prezesa Zarządu Powszechnego Banku Gospodarczego SA
- 1994–1995 – Wiceprezes Polbanku SA
- 1995–1996 – Doradca Prezesa BGŻ SA
- 1997 (I–XII) – Członek Zarządu Telekomunikacji Polska SA

W 1999 r. obronił habilitację pt. „Finansowanie rozwoju budownictwa mieszkaniowego w miastach”, w której przedstawił zarys systemu finansowania polityki mieszkaniowej państwa. Tematyka ta powraca w jego kolejnych publikacjach, zarówno dotyczących rynku nieruchomości, jak i rewitalizacji. Od 1999 r. kieruje Katedrą Inwestycji i Nieruchomości w Szkole Głównej Handlowej, w 2000 r. został profesorem SGH.
W kolejnych latach łączył pracę naukową (m.in. od 2002 r. członek Rady Naukowej Instytutu Rozwoju Miast) z działalnością publiczną, pełniąc szereg funkcji związanych z kształtowaniem polityki przestrzennej i mieszkaniowej:
- 2000–2001 – członek Zespołu Doradców Ekonomicznych Prezydenta RP
- 2001–2003 – prezes Urzędu Mieszkalnictwa i Rozwoju Miast
- 2001–2004 – podsekretarz stanu w Ministerstwie Infrastruktury
- 2002–2004 – wiceprzewodniczący Rady Zrównoważonego Rozwoju przy Prezesie Rady Ministrów RP
- 2003–2004 – członek Komitetu Sterującego projektu Narodowa Strategia Rozwoju Miasta Warszawy – Trakt Królewski
- 2006–2008 – dyrektor Warszawskiego Biura Programu ONZ do spraw Osiedli Ludzkich

Od 2005 jest zaangażowany w administracyjne życie SGH. W latach 2005–2008 jako dziekan kierował Studium Niestacjonarnym, a w latach 2008–2016 pełnił funkcję prorektora Szkoły Głównej Handlowej ds. Rozwoju. W 2007 r. uzyskał tytuł profesora nauk ekonomicznych. Od 2011 r. jest członkiem Komitetu Naukoznawstwa PAN. Prowadzi aktywną działalność międzynarodową, od 2003 r. jest członkiem International Urban Development Association (od 2007 r. jako członek zarządu), a od 2008 r. – członkiem Komitetu Sterującego i Monitorującego mechanizmy finansowe The United Nations Habitat Innovative Financial Mechanisms (ERSO).

## Działalność naukowa
Od 2000 r. kieruje jako redaktor serią „Nieruchomości” wydawaną przez Poltext, w której do tej pory ukazało się 13 podręczników, które przedstawiają najistotniejsze zależności i zasady funkcjonowania rynku nieruchomości:
  1. Inwestowanie na rynku nieruchomości, Warszawa 2011;

  2. Prawo nieruchomości, Warszawa 2009;

  3. Obrót nieruchomościami, Warszawa 2009;

  4. Nieruchomość, kredyt, Hipoteka, Warszawa 2008;

  5. Rynek Nieruchomości. System i funkcjonowanie, Warszawa 2006;

  6. Zarządzanie nieruchomością komercyjną. Warszawa 2006 (Wyróżnienie ministra infrastruktury za prace naukowe i publikacje);

  7. Wprowadzenie do zarządzania nieruchomością. Warszawa 2004 (Nagroda ministra infrastruktury za prace naukowe i publikacje);

  8. Ile jest warta nieruchomość. Warszawa 2003;

  9. Pośrednik na rynku nieruchomości, Warszawa 2002;

10. Finansowanie inwestycji mieszkaniowych, Warszawa 2001;

11. Inwestycje w nieruchomości Warszawa 2001;

12. Plany zarządzania nieruchomością Warszawa 2000;

13. Podstawy zarządzania nieruchomością, Warszawa 2000.
Rynek nieruchomości to wiodący temat większości jego publikacji z pierwszej dekady XXI wieku. Stopniowo jednak zainteresowanie rynkiem nieruchomości rozszerzyło się na zagadnienia związane z publiczną działalnością, przede wszystkim rewitalizację miast i stopniowo również ochronę zabytków materialnych.
W latach 2007–2010 kierował zespołem Szkoły Głównej Handlowej w konsorcjum sformowanym przez Instytut Rozwoju Miast (partner wiodący), Uniwersytet Jagielloński i Stowarzyszenie „Forum Rewitalizacji” w projekcie badawczym zamawianym pt. „Rewitalizacja miast polskich jako sposób zachowania dziedzictwa materialnego i duchowego oraz czynnik zrównoważonego rozwoju”. W wyniku projektu powstała seria publikacji „Rewitalizacja miast polskich”.
Prace badawcze dotyczące rewitalizacji miast kontynuuje w kolejnych badaniach, którymi kieruje w Szkole Głównej Handlowej (badania statutowe pt. „Rewitalizacja miast polskich jako czynnik kształtowania konkurencyjności przedsiębiorstw”). Doświadczenia z pracy badawczej wykorzystuje w pracy dydaktycznej jako przewodniczący Rady Programowej Studiów Podyplomowych „Rewitalizacja miast – organizacja i finansowanie” oraz jako ekspert w Radzie Inwestycyjnej Funduszu Powierniczego JESSICA w województwie mazowieckim.

## Nagrody i odznaczenia
- Nagroda ministra infrastruktury za książkę: Rynek nieruchomości. System i funkcjonowanie. Poltext, Warszawa 2006
- Nagroda ministra infrastruktury za książkę: Wprowadzenie do zarządzania nieruchomością. Poltext, Warszawa 2004
- Nagroda ministra budownictwa i rozwoju regionalnego za rozprawę habilitacyjną pt. Finansowanie rozwoju budownictwa mieszkaniowego w miastach, SGH, Warszawa 1999.